# Castello

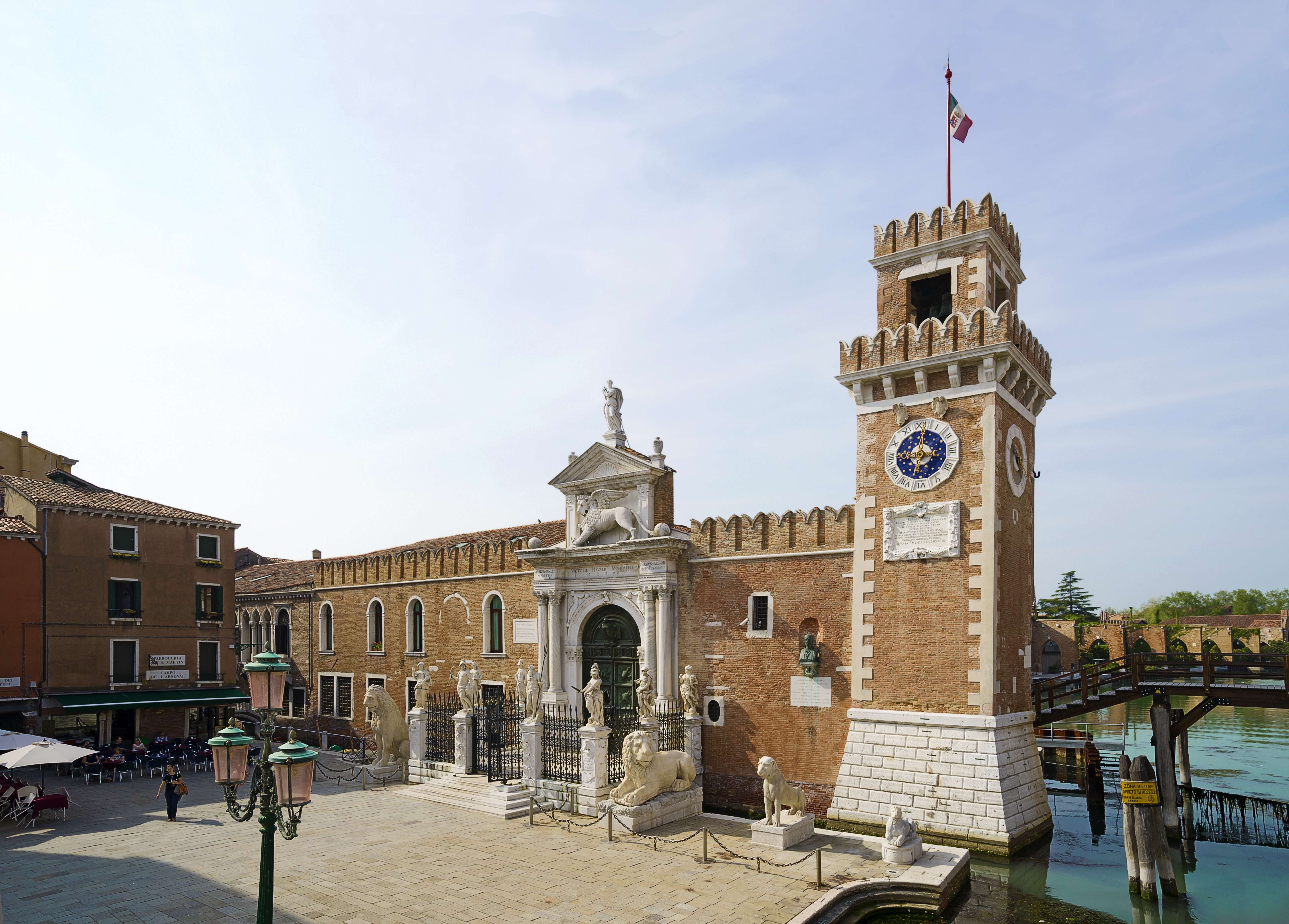
Entrada para o Arsenal

Castello é o mais oriental dos bairros de Veneza.

Dos "Fondamente" Nuove ao "Fondacco dei Tedeschi", mas sem chegar ao Grande Canal de Veneza, Castello é fronteiro aos sestieri de Cannaregio pelo canal Mendicanti a sul e canal de Santa Marina a oeste, e pelo canal de San Lio também a sul, e pelo canal Fontego dei Tedeschi, com o sestiere de San Marco, pelo limite formado pelos canais de la Fava a sul, de San Zulian a sudeste, e de Palazzo a sul até San Marco, passando sob a ponte dos Suspiros.

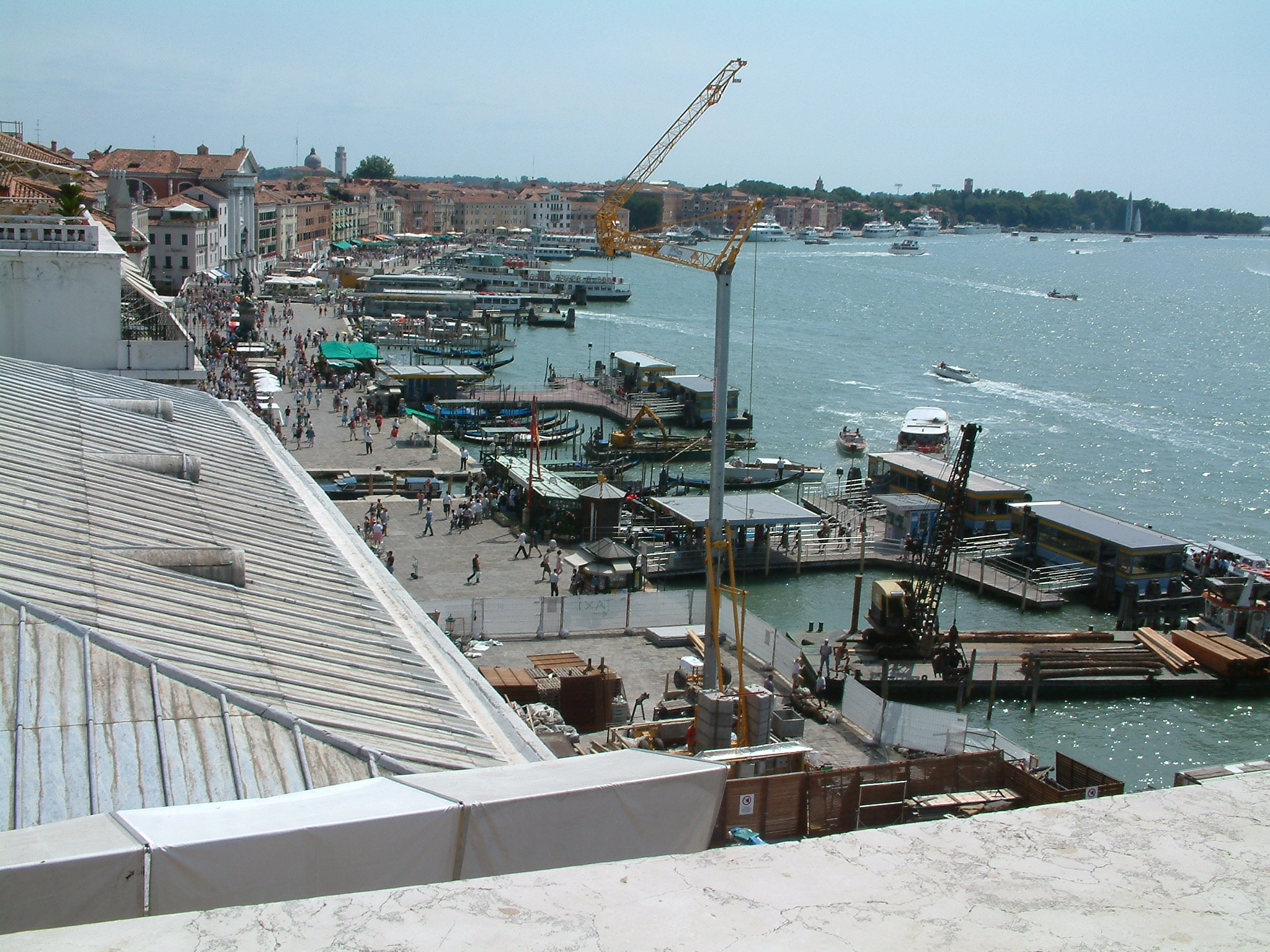
A "riva degli Schiavoni"

Castello é o maior sestiere de Veneza. Uma grande parte da sua área é ocupada pelo Arsenal de Veneza, pelo hospital civil e pelos parques das ilhas de San Pietro e Santa Elena.

## História
O nome de Castello provém de fortificações da Alta Idade Média situadas na ilha de Olivolo, hoje ilha de San Pietro di Castello.

Aí se encontram a Basílica de San Piero de Castello, sede episcopal até 1807, ano da transferência do prelado por Napoleão para a Basílica de São Marcos, que não era até aí senão a capela do Doge de Veneza e que era somente usada em ocasiões especiais.

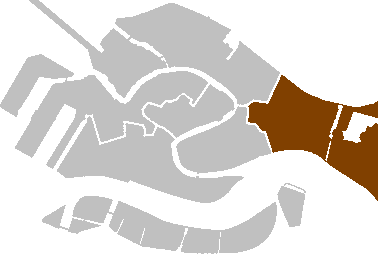
Localização de Castello em Veneza

## Igrejas e Monumentos

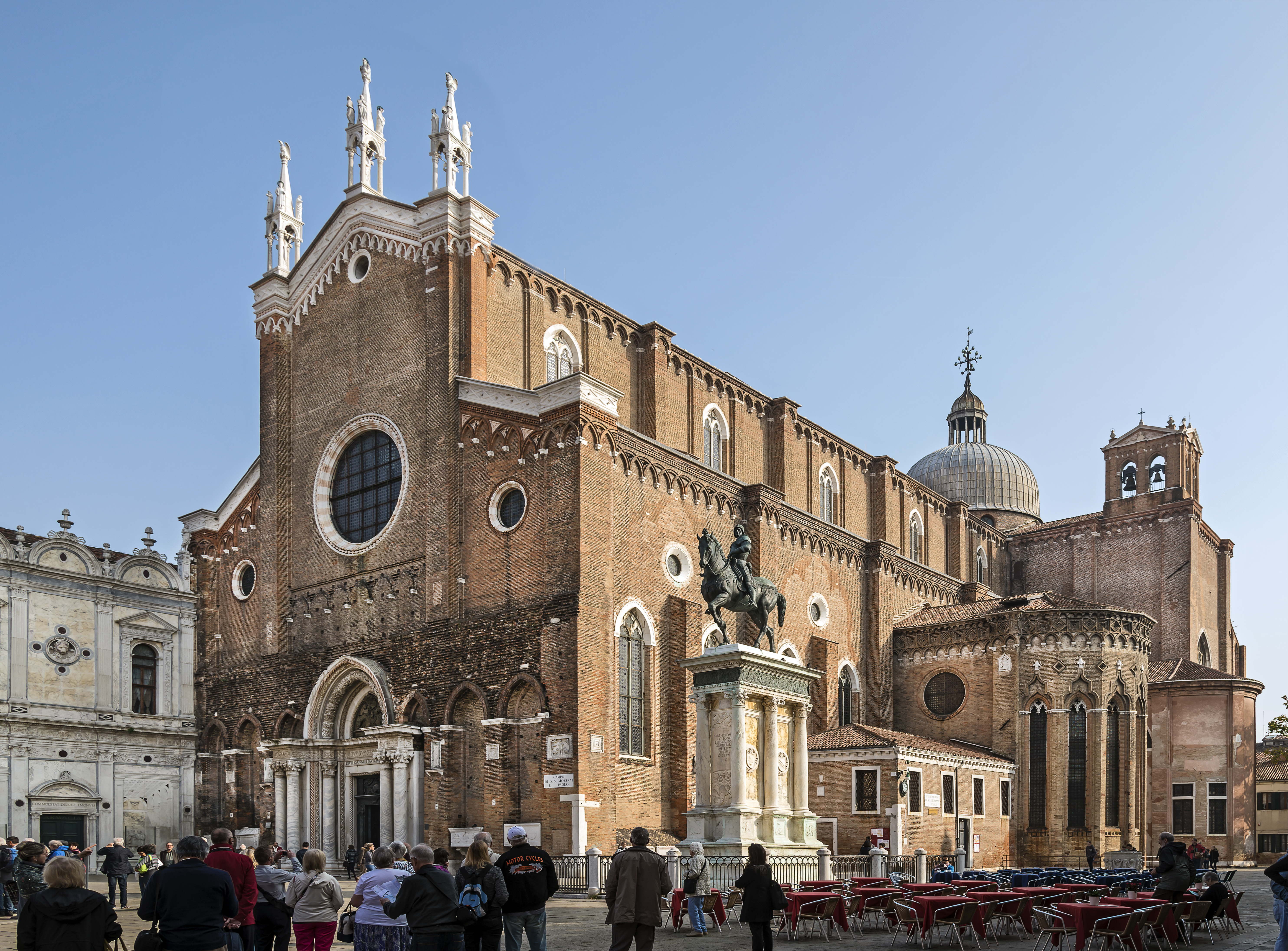
"Vista da fachada da Igreja de São Tiago, um dos monumentos históricos mais emblemáticos de Castello, destacando sua arquitetura gótica e detalhes ornamentais. A igreja, datada do século XV, é um marco importante na paisagem cultural da cidade, atraindo visitantes pela sua beleza e significado histórico. A imagem ilustra a seção dedicada a Igrejas e Monumentos no artigo sobre Castello, oferecendo aos leitores uma visão visualmente informativa e contextual sobre este patrimônio local."

Castello inclui diversos edifícios religiosos notáveis, como a Basílica de São João e São Paulo, a Igreja de San Francesco della Vigna e a Igreja de São Zacarias. As outras igrejas importantes são Santa Maria Formosa, San Lorenzo, Saint Jean de Malte, San Giovanni Novo, San Giorgio dei Greci, San Antonin, San Giovanni in Bragora, San Giuseppe di Castello, San Martino, la Pietà (Santa Maria della Visitazione), Santo Biagio, San Francesco di Paola e a Basílica de São Pedro de Castello.
No sestiere ficam duas grandes escolas, a Scuola Grande di San Marco integrada no hospital de Veneza, perto da igreja de San Zanipolo e sobretudo a Scuola Grande di San Giorgio degli Schiavoni, célebre pelo ciclo de São Jorge de Lydda, São Trifão e São Jerónimo de Vittore Carpaccio.
Elemento de primeira importância na história da Sereníssima, o Arsenal de Veneza, hoje propriedade da Marinha italiana, foi o centro estratégico do seu poder, lugar onde eram construídos os navios que não foram igualados durante séculos.
A margem sul deste sestiere oferece o famoso cais chamado Riva degli Schiavoni, cujo nome vem dos escravos eslavos que aí eram vendidos, e que constituiu hoje um dos mais belos locais de Veneza, com vistas para o Grande Canal, para o canal da Giudecca e para a ilha de San Giorgio Maggiore.